# Trifolium bobrovii
Trifolium bobrovii là một loài thực vật có hoa trong họ Đậu. Loài này được Khalilov miêu tả khoa học đầu tiên.